# Nemoura almaatensis
Nemoura almaatensis är en bäcksländeart som beskrevs av Zhiltzova 1979. Nemoura almaatensis ingår i släktet Nemoura och familjen kryssbäcksländor. Inga underarter finns listade i Catalogue of Life.